# Wspinaczka sportowa na zimowych światowych wojskowych igrzyskach sportowych
Wspinaczka sportowa na zimowych światowych wojskowych igrzyskach sportowych – jedna z zimowych dyscyplin sportowych rozgrywanych przez  sportowców-żołnierzy. Zawody odbywają się w ramach igrzysk wojskowych organizowanych przez Międzynarodową Radę Sportu Wojskowego (CISM) w interwale czteroletnim. Wspinaczka sportowa zadebiutowała na 1. zimowych igrzyskach wojskowych w 2010 we Włoszech. 
 W 2020 wspinaczka łączna jako dscyplina olimpijska została włączona do programu igrzysk olimpijskich na IO 2020 w Tokio w ramach wspinaczki sportowej.

## Edycje
| Edycja | Data                      | Miejscowość  | Kraj    | Liczba konkurencji |
| ------ | ------------------------- | ------------ | ------- | ------------------ |
| 1.     | 21–22.03.2010 (szczegóły) | Dolina Aosty | Włochy  | 2                  |
| 2.     | 26–28.03.2013 (szczegóły) | Annecy       | Francja | 6                  |
| 3.     | 24–27.02.2017 (szczegóły) | Soczi        | Rosja   | 8                  |

## Konkurencje
Zawody wspinaczkowe najczęściej odbywają się w obiektach zamkniętych na sztucznych ścianach. W programach igrzysk wojskowych jest podział dyscypliny na konkurencje męskie i damskie. Podczas zimowych igrzysk wojskowych zawodnicy i zawodniczki aktualnie rywalizują w czterech konkurencjach wspinania indywidualnego.
Aktualne konkurencje rozgrywane na igrzyskach wojskowych to:
- bouldering, prowadzenie, wspinaczka klasyczna oraz wspinaczka na czas.

## Klasyfikacja medalowa lata 2010-2017
| Miejsce           | Reprezentacja     | Złoto | Srebro | Brąz | Razem |
| ----------------- | ----------------- | ----- | ------ | ---- | ----- |
| 1                 | Rosja             | 7     | 3      | 6    | 16    |
| 2                 | Austria           | 5     | 5      | 0    | 10    |
| 3                 | Słowenia          | 3     | 4      | 5    | 12    |
| 4                 | Szwajcaria        | 1     | 0      | 1    | 2     |
| 5                 | Francja           | 0     | 2      | 0    | 2     |
| 6                 | Włochy            | 0     | 1      | 3    | 4     |
| 7                 | Niemcy            | 0     | 1      | 0    | 1     |
| 8                 | Kazachstan        | 0     | 0      | 1    | 1     |
| Ogółem (8 państw) | Ogółem (8 państw) | 16    | 16     | 16   | 48    |